# Reiferscheid
Reiferscheid ist eine Ortsgemeinde im Landkreis Altenkirchen (Westerwald) in Rheinland-Pfalz. Sie gehört der Verbandsgemeinde Altenkirchen-Flammersfeld an.

## Geographie
Reiferscheid liegt am Rande des Naturpark Rhein-Westerwald, bei knapp 300 m ü. NHN.

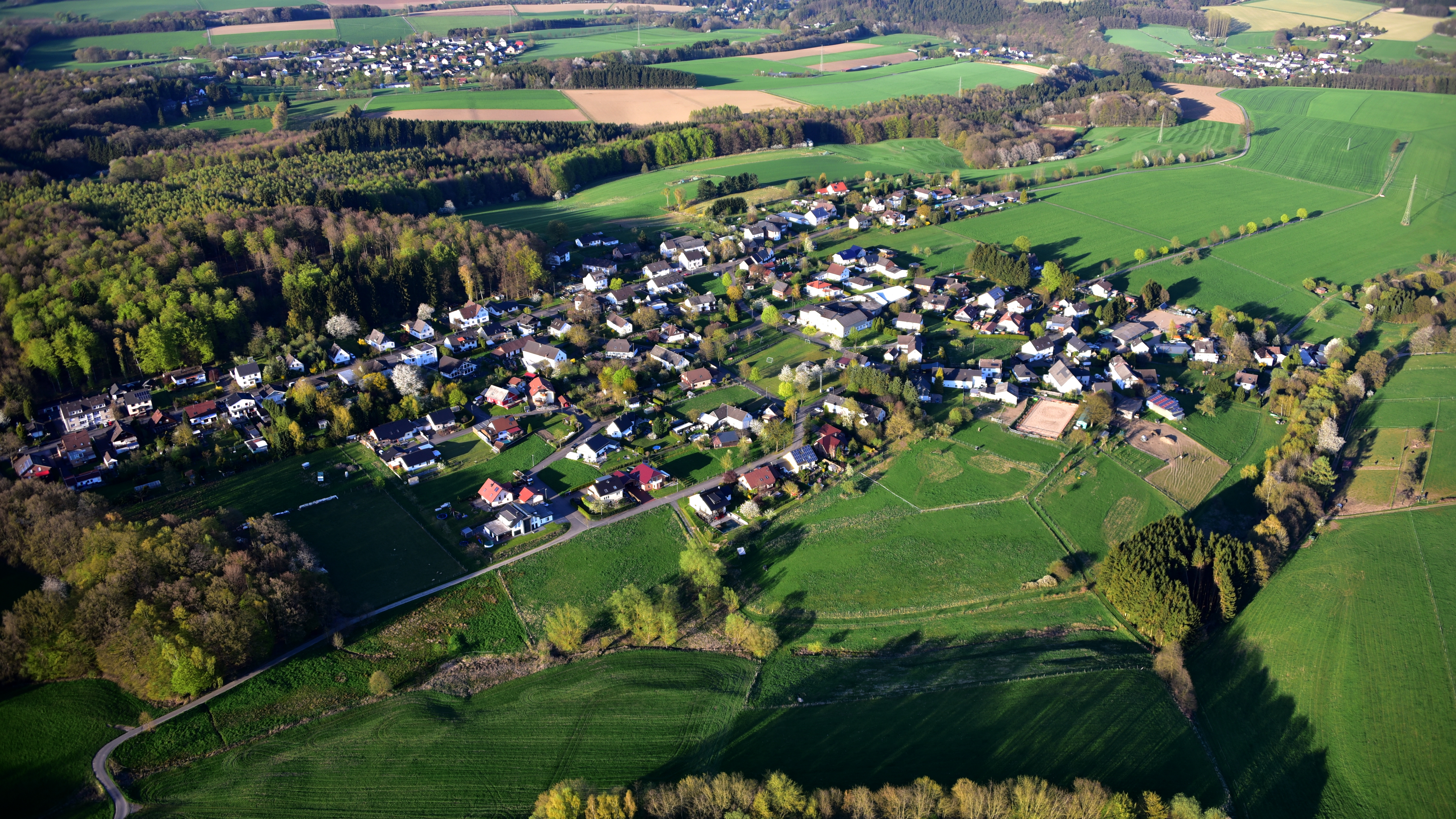
Reiferscheid, Luftaufnahme (2018)

Zur Ortsgemeinde Reiferscheid gehört noch der Ortsteil Krämgen.

## Geschichte
Reiferscheid gehörte bis zum Jahr 1806 zur Grafschaft Sayn-Hachenburg und zum Kirchspiel Flammersfeld. Die Grafschaft Sayn-Hachenburg war 1799 auf dem Erbweg an die Fürsten von Nassau-Weilburg gefallen. 1806 traten die beiden nassauischen Fürsten dem napoleonischen Rheinbund bei, sodass die Region von 1806 an zum Herzogtum Nassau gehörte. Aufgrund der auf dem Wiener Kongress (1815) getroffenen Vereinbarungen wurde das Kirchspiel Flammersfeld der ehemaligen saynischen Grafschaften an das Königreich Preußen abgetreten.
Unter der preußischen Verwaltung wurde Reiferscheid der Bürgermeisterei Flammersfeld im neu errichten Kreis Altenkirchen zugeordnet, der von 1822 an zur Rheinprovinz gehörte.

## Einwohnerentwicklung
Die Entwicklung der Einwohnerzahl von Reiferscheid, die Werte von 1871 bis 1987 beruhen auf Volkszählungen:
| Jahr | Einwohner |
| ---- | --------- |
| 1815 | 118       |
| 1835 | 147       |
| 1871 | 199       |
| 1905 | 196       |
| 1939 | 205       |

| Jahr | Einwohner |
| ---- | --------- |
| 1950 | 256       |
| 1961 | 240       |
| 1970 | 283       |
| 1987 | 261       |
| 2005 | 416       |

## Politik

### Gemeinderat
Der Gemeinderat in Reiferscheid besteht aus acht Ratsmitgliedern, die bei der Kommunalwahl am 9. Juni 2024 in einer Mehrheitswahl gewählt wurden, und dem ehrenamtlichen Ortsbürgermeister als Vorsitzendem.

### Bürgermeister
Rainer Germscheid wurde am 28. August 2024 Ortsbürgermeister von Reiferscheid. Bei der Direktwahl am 9. Juni 2024 war er als einziger Bewerber mit einem Stimmenanteil von 91,9 % für fünf Jahre gewählt worden.
Germscheids Vorgänger waren Jahn Michael Schmuck, der das Amt von 2019 bis 2024 ausübte, und Friedhelm Bay, der zuvor 25 Jahre Ortsbürgermeister von Reiferscheid war.

## Kultur und Sehenswürdigkeiten

### Kulturdenkmäler
→ Liste der Kulturdenkmäler in Reiferscheid

### Musik
1983 formierte sich ein Chor, der bis heute unter dem Namen Gemischter Chor Reiferscheid das Kulturleben des Dorfes prägt.

## Wirtschaft und Infrastruktur
Reiferscheid war ursprünglich rein landwirtschaftlich geprägt, heute werden die Flächen rund um den Ort von größeren Betrieben/Betriebsgemeinschaften aus umliegenden Dörfern bewirtschaftet, im Ort selbst findet nur noch Hobbytierhaltung statt.
Zu früheren Zeiten gab es in Reiferscheid einen (zeitweise zwei) Tante-Emma-Laden, einen Schmied, einen Stellmacher (Wagner) und Schuster, später noch eine Schleiferei. Diese Betriebe wurden nach und nach geschlossen. Eine kleine Dorfkneipe wurde seit 1954 als Familienbetrieb geführt; am 30. Juni 2010 wurde der Zapfhahn nach oben gedreht und die Kneipe geschlossen.
Das nächstgelegene Grundzentrum ist Flammersfeld in etwa einem Kilometer Entfernung.
In den 1950er Jahren wurde in Reiferscheid ein gemeinschaftliches Kühl-Gefrier-Wasch-Haus gebaut und als Interessentenschaft betrieben (Gefriergemeinschaft). Dort standen den Mitgliedern zwei große Waschvollautomaten, ein Kühlraum und separat abschließbare Tiefkühlfächer zur Verfügung, in dieser Zeit im ländlichen Raum eine sehr fortschrittliche Einrichtung, die ungekannten Luxus bot. Waschmaschinen und Kühlmöbel im Einzelhaushalt waren unerschwinglich, es waren Familien dabei, die allein von ihren kleinen Feldern und Weiden mit zwei bis drei Kühen und drei bis vier Schweinen und ein wenig Federvieh ihren Lebensunterhalt bestritten.
Im Zentrum des Ortes liegt „Der Platz“, eine große Freifläche, die sich seit jeher im Besitz einer „Interessentenschaft“ befand und als Garten-, Acker- und Weidefläche genutzt wurde.
Heute ist dieser „Platz“ durch die Gemeinde und freiwillige Helfer zum Spielplatz, Bolzplatz und „Platz für alles, was Spaß macht“ umgestaltet worden.
Das am Fuß des Platzes stehende „Gefrierhäuschen“ wurde Ende der 1970er Jahre, nachdem die Gefrieranlage außer Betrieb genommen wurde, durch die damalige Dorfjugend, unterstützt durch Zuschüsse von der Gemeinde und der Jagdgenossenschaft, als kleiner Jugendtreff ausgebaut.
Eine Freifläche wurde später mit Schotter befestigt und dient als Festplatz für das gesellige Sommerfest und andere Aktivitäten, wie den 2008 erstmals abgehaltenen Reiferscheider Weihnachtsmarkt.
Seit 2006 wird an diesem Gefrierhaus wieder durch private Initiative weiter gewerkelt, ein Schleppdach angebaut, das Gefrierhaus weitestgehend entkernt und mit neuen sanitären Anlagen versehen.

### Bildung
Die Reiferscheider gehen seit langem in Flammersfeld zur Schule (heute nur noch Grundschule); lediglich die Wirrungen des Zweiten Weltkrieges führten dazu, dass gelegentlich Ersatzunterricht in privaten Häusern abgehalten wurde. In der Sekundarstufe werden Schulen in Altenkirchen, Horhausen und Neustadt (Wied) besucht.

### Verkehr
Reiferscheid wird von der Bundesstraße 256 tangiert.